# Božena (seriál)
Božena je česká čtyřdílná televizní minisérie o Boženě Němcové. Česká televize ji plánovala odvysílat v roce 2020, v roce dvoustého výročí narození spisovatelky, nakonec ji však posunula na začátek roku 2021. Boženu Němcovou ztvárnily Anna Kameníková a Anna Geislerová, jejího manžela Josefa Jan Hájek.
První díl měl televizní premiéru dne 3. ledna 2021 na ČT1. Poslední díl poprvé odvysílala Česká televize dne 24. ledna 2021.

## Obsazení

### Hlavní a vedlejší role
| Anna Kameníková    | Barbora (Božena) Němcová, v mladším věku (1. a 2. díl)          |
| Anna Geislerová    | Božena Němcová (3. a 4. díl)                                    |
| Jan Hájek          | Josef Němec                                                     |
| Lukáš Melník       | lékař Josef Čejka                                               |
| Jan Budař          | lékař Vilém Dušan Lambl                                         |
| Eva Josefíková     | Antonie Reissová = Bohuslava Rajská, Boženina blízká přítelkyně |
| Ondřej Malý        | František Ladislav Čelakovský                                   |
| Martin Myšička     | Václav Staněk                                                   |
| Klára Suchá        | Karolina Staňková                                               |
| Kryštof Hádek      | Jaroslav Pospíšil, nakladatel                                   |
| Edita Valášková    | Manka, služka u Němcových                                       |
| Veronika Divišová  | Dora Němcová, dcera Boženy a Josefa                             |
| Prokop Zach        | Karel Němec, syn Boženy a Josefa                                |
| Sebastian Vopěnka  | Jaroslav Němec, syn Boženy a Josefa                             |
| Marek Daniel       | Petr Faster                                                     |
| Jan Nedbal         | Václav Bolemír Nebeský                                          |
| Viktor Zavadil     | tajný                                                           |
| Vladimír Javorský  | Johann Pankel, otec Boženy Němcové                              |
| Lucie Žáčková      | Tereza Panklová, matka Boženy Němcové                           |
| Václav Matějovský  | Karel Havlíček Borovský                                         |
| Martin Finger      | páter Václav Štulc                                              |
| Vladimír Škultéty  | Karel Jaromír Erben                                             |
| Elizaveta Maximová | Johana Mužáková, roz. Rottová = Karolina Světlá                 |
| Brigita Cmuntová   | Žofie Rottová                                                   |
| Adam Joura         | Hanuš Jurenka, mladý milenec Němcové                            |
| Jiří Maryško       | František Náprstek-Halánek                                      |

### Malé role
| Sebastian Jacques                  | Josef Václav Frič (4. díl)                                       |
| Marián Mitaš (hlas: David Švehlík) | Jan Helcelet (3. díl)                                            |
| Jan Plouhar                        | Anton, komisař (1. díl)                                          |
| Ondřej Kavan                       | Bienert, komisař (1. a 2. díl)                                   |
| Karel Heřmánek mladší              | Kirschner, německý komisař (3. díl)                              |
| Václav Rašilov                     | komisař (4. díl)                                                 |
| Václav Jílek                       | Josef Kajetán Tyl (2. díl)                                       |
| Veronika Freimanová                | Magdalena Dobromila Rettigová (1. díl)                           |
| Vladislav Georgiev                 | Jan Alois Sudiprav Rettig (1. díl)                               |
| Magdalena Kuntová                  | Jindřiška Rettigová, dcera Magdaleny a Jana Rettigových (1. díl) |
| Dana Morávková                     | Anna Rottová, matka Žofie a Johanny Rottových (3. díl)           |
| Daniel Tůma                        | básník Samo Hroboň, nápadník Antonie Reissové (2. díl)           |
| Lada Jelínková                     | bláznivá Viktorka (1. díl)                                       |
| Oskar Hes                          | malíř Gustav Vacek (1. díl)                                      |
| Vojtěch Vondráček                  | písař Leopold (1. díl)                                           |
| Veronika Lazorčáková               | Špalková, pradlena (1. díl)                                      |
| Roman Mrázik                       | Špalek (1. díl)                                                  |
| Dana Černá                         | Hůlková, služebná (1. díl)                                       |
| Martina Jindrová                   | Francla, služebná (1. díl)                                       |
| Jiří Panzner                       | Antonín Augusta, nakladatel (4. díl)                             |
| Gabriela Míčová                    | Jurenková, matka Hanuše Jurenky (4. díl)                         |
| Daniel Rous                        | vrchní úředník (1. díl)                                          |
| Šárka Vaculíková                   | slečna u Rettigových (1. díl)                                    |
| Denisa Barešová                    | Hela, vesničanka (1. díl)                                        |
| Zdeněk Piškula                     | Vašek Kosinka, vesničan (1. díl)                                 |
| Linda Rybová                       | kněžna Kateřina Vilemína Zaháňská (1. díl)                       |
| Jiří Roskot                        | Václav Č. Bendl (4. díl)                                         |
| Petra Lustigová                    | hraběnka Eleonora Kounicová (4. díl)                             |
| Klára Melíšková                    | purkmistrová (3. díl)                                            |
| Pavel Řezníček                     | purkmistr (3. díl)                                               |

## Seznam dílů
| Č. v seriálu | Č. v řadě | Režie           | Scénář                                | Datum premiéry | Sledovanost (v mil.) |
| ------------ | --------- | --------------- | ------------------------------------- | -------------- | -------------------- |
| 1            | 1         | Lenka Wimmerová | Hana Wlodarczyková, Martina Komárková | 3. ledna 2021  | 1,565                |
| 2            | 2         | Lenka Wimmerová | Hana Wlodarczyková, Martina Komárková | 10. ledna 2021 | 1,683                |
| 3            | 3         | Lenka Wimmerová | Hana Wlodarczyková, Martina Komárková | 17. ledna 2021 | 1,594                |
| 4            | 4         | Lenka Wimmerová | Hana Wlodarczyková, Martina Komárková | 24. ledna 2021 | 1,713                |

## Natáčení
Minisérie se začala natáčet v srpnu 2019 v Novém Městě nad Metují, dále se točilo v Opočně, Praze, Rabštejně nad Střelou či na Slovensku. V prosinci se natáčelo v Žatci na Chelčického, Žižkově a Hošťálkově náměstí a v ulicích Dlouhá a Josefa Hory.